# Armée nationale irlandaise
Pour les articles homonymes, voir INA (homonymie).
L'Irish National Army (INA) - Armée Nationale Irlandaise ou Armée Nationale (parfois appelé « Free State Army, Armée de l'État Libre » ou « Regulars, les Réguliers ») est l'armée du tout nouvel État libre d'Irlande de janvier 1922 au 1er octobre 1924. 
Fondée et dirigée par Michael Collins, jusqu'à sa mort le 22 aout 1922, elle s'est donnée comme rôle de défendre les institutions de l'État libre d'Irlande issues du traité anglo-irlandais, résultat de la Guerre d'indépendance irlandaise.
L'armée nationale fait sa première apparition publique le 31 janvier 1922, dans les Beggars Bush Barracks (en) remis par les Britanniques  dans le cadres des accords signés un mois plus tôt. Ses premiers membres sont des volontaires de l'Armée républicaine irlandaise (IRA) qui soutiennent le traité anglo-irlandais et le « gouvernement provisoire de l'Irlande » (en irlandais : Rialtas Sealadach na hÉireann) tout juste formé. 
Ce même traité est l'objet de tensions en Irlande : le reste des forces de l'IRA se déclarent opposées au traité, aux conditions de paix, au nouvel État et à sa subordination à la couronne britannique. Début 1922, comme l'avaient fait leurs prédécesseurs de l'Irish Citizen Army lors de l'insurrection de Pâques, les opposants au traité occupent le bâtiment des Four Courts. Le 28 juin 1922, l'Armée Nationale bombarde le bâtiment occupé: c'est le point de départ de la Guerre civile irlandaise.
Les moyens et la taille de l'INA s'accroissent pendant la guerre civile, pendant laquelle elle effectuera majoritairement des opérations de contre-insurrection et qu'elle remportera en mai 1923. En Octobre 1924, l'INA est réorganisée en une force plus petite et mieux encadrée, et est alors remplacée par les Forces de Défense irlandaises comme force armée de l'État libre d'Irlande.

## Histoire
L'Armée Nationale Irlandaise nait de l'IRA à la suite de la victoire de celle-ci lors de la guerre de guérilla menée lors de la Guerre d'indépendance irlandaise contre la British Army et les forces de la Royal Irish Constabulary. Le 31 Janvier 1922, une unité, la Dublin Guard, de l'IRA prend quartiers aux Beggars Bush Barracks (en) légués par les Britanniques au nouvel état Irlandais : formant ainsi de fait l'INA. Michael Collins, ancien membre de l'état major de l'IRA, en prend la tête. Il a comme objectif d'y intégrer toute l'IRA et former ainsi la force armée du nouvel état avec l'expérience de la guerre civile. Mais plus de la moitié des hommes de son ancienne organisation refusent les compromis faits dans le Traité anglo-irlandais, et défendent un état irlandais sous la forme de la République irlandaise (1919) sous laquelle ils servaient pendant la guerre de libération. 
En Février 1922, l'INA ouvre les recrutements de volontaires. Bien des défenseurs du traité pendant la Guerre civile irlandaise, et ainsi donc des volontaires engagés dans l'INA, sont convaincus de se battre pour la République alors promise par Collins. Les recrutements sont menés par les membres de l'INA eux-mêmes et non pas par le gouvernement en place (Provisoire d'abord puis celui de l’État libre). De même, la loi martiale instaurée par l'armée à partir du 11 juillet 1922 n'est le fruit d'aucune discussion parlementaire. 
Alors que son état major imaginait levé environ 4 000 hommes en son sein, l'urgence de la guerre civile force le gouvernement provisoire à autoriser l'INA à atteindre les 35 000 membres. Une grande partie des nouvelles recrues sont des vétérans de la Première Guerre mondiale de la British Army, où ils ont servis dans les régiments irlandais alors en place. En mai 1923, elle atteint les 58 000 hommes. L'INA manque alors de l'expertise nécessaire pour diriger une force armée de cette taille. Les irlandais vétérans de la British Army (environ 20% de ses officiers et 50% de ses hommes) apportent alors une expertise non négligeable.  
Jusqu'en 1924, l'INA n'a aucun lien légal avec le gouvernement provisoire d'Irlande en place, les états majors de l'armée entretiennent bien une coopération avec le gouvernement mais l'armée reste une entité séparée et indépendante de l’État.  